# هارولد پرسیادو
هارولد پرسیادو (تلفظ اسپانیایی: [ˈxaɾol(d) pɾeˈsjaðo]؛ زاده ۱ ژوئن ۱۹۹۴)، بازیکن فوتبال اهل کلمبیا است که به عنوان مهاجم برای شنژن بازی می‌کند. 

## دوران ملی
پرسیادو در ترکیب موقت کلمبیا برای کوپا آمریکای قرن قرار گرفت اما از ترکیب نهایی خط خورد. پرسیادو در راهیابی کلمبیا به المپیک ۲۰۱۶، نقشی حیاتی داشت و در تمام بازی‌های کشورش در المپیک ریو به میدان رفت.

## افتخارات

### باشگاهی
دیپورتیوو کالی
- قهرمان لیگ سری آ کلمبیا: ۲۰۱۵

Jaguares de Córdoba
- قهرمان لیگ سری بی کلمبیا: ۲۰۱۴

### شخصی
- آقای گل لیگ یک فوتبال چین: ۲۰۱۷